# Sophie Makhno
Pour les articles homonymes, voir Makhno (homonymie), Marin et Lo.
Sophie Makhno, connue sous le pseudonyme d'artiste de Françoise Marin, née Françoise Alice Georgette Lo, le 2 juillet 1935 à Aulnay-sous-Bois (Seine-Saint-Denis) et morte le 2 mars 2007, est une autrice-compositrice-interprète française. Elle commence sa carrière comme  femme d'affaires de Barbara, de 1963 à 1966 et devient directrice artistique de CBS en 1967. Après avoir remis quelques-unes de ses chansons au goût du jour, elle se tourne vers l'écriture et monte sa propre structure d'auto-édition : Makhno Infopro.

## Biographie
Françoise Alice Georgette Lo, connue sous les pseudonymes d'artiste de Françoise Marin et Sophie Makhno, naît le 2 juillet 1935 à Aulnay-sous-Bois de Jeanne Mayen, professeur de mathématiques, et de Ting Sing Lo, originaire de Canton. Elle sera en classe de khâgne et hypokhâgne au lycée Fénelon où elle rencontrera Anne Sylvestre. Elle prendra des cours de théâtre au cours Simon. Un ami commun la présentera à Pierre Perret.
En 1956, elle débute dans la chanson sous le pseudonyme de Françoise Marin et interprète les chansons que Pierre Perret, son compagnon de l'époque, lui a écrites. Ses premiers cachets la conduisent sur la petite scène du cabaret La Colombe où Pierre Perret, qui l'accompagne à la guitare, finira un soir par chanter timidement pour la première fois ses propres compositions. Son premier EP medium 4 titres, intitulé Quand La Java Tourne', paraît chez Barclay '.
Séparée de Pierre Perret, elle s'éloignera du milieu de la chanson pendant quelques années, puis deviendra parolière et secrétaire d'artistes.
À partir de 1963, elle présente les Mardis de la Chanson au théâtre des Capucines. A cette occasion, elle rencontre Barbara qui lui propose de devenir sa secrétaire. Elle écrira des chansons pour Barbara sous le nom de Françoise Lo.
En 1967 elle fait une rencontre importante avec Charles Dumont et lui permet, grâce à son talent d'auteur et ses précieux conseils, de renouer avec le succès. Débute dès lors une longue collaboration.
Son dernier disque LP 33 tours "Quel Joli temps" paraît en 1980 chez IBACH. Elle signe tous les textes de l’album avec des musiques de Jean Schultheis, Barbara, Jean Fredenucci, Charles Dumont, Colin Verdier, Pierre Tiberi et toujours Bernard Gérard.
En 1981, sur une musique de Jean-Claude Petit, elle co-écrit le titre C'est peut-être pas l'Amérique chanté par Jean-Claude Pascal qui représente le Luxembourg au Concours de l’Eurovision. Au terme du vote final, le Luxembourg termine 11e sur 20 pays, ayant reçu 41 points
Sophie Makhno décide alors de se mettre à l’écriture et à la mise en forme d’un livre intitulé Charles Dumont, paru aux éditions Seghers en 1985, dans la collection « Poésie et Chanson ». Elle se tournera momentanément vers l’aquarelle et exposera notamment au Centre Culturel de Chaillot à Paris.
Dans le milieu des années 1980, elle relance encore sa carrière professionnelle en revenant dans l’univers du marketing et de la communication d’entreprise. S’ensuivent près de 15 ans de journalisme dans la presse spécialisée agro/alimentaire, Grande distribution, et communication interne de grands groupes industriels et distribution (Even, Leclerc, Monoprix etc.). Elle est aussi partenaire d'événements du spectacle, de la mode, de l'industrie agro-alimentaire.
À partir de décembre 1992, elle entame une collaboration éditoriale avec la rédaction du magazine professionnel Faire Savoir Faire, qui veut être le magazine des marques et des produits de grande consommation. La publication de ses édito en alternance débute au numéro 97/98 de décembre 1992. Elle rédigera ainsi plus de 200 papiers éditoriaux sur l’univers professionnel Business to business de la consommation. Cette collaboration s’arrête au N° 433/434 des 8/12.12.2000. Elle prend ensuite sa retraite professionnelle. Elle republiera encore quelques "papiers" de manière sporadique entre 2004 et 2007.
Fin 2000, retraitée libérée de ses engagements du Markéting et de la communication, elle se retire chez elle à Modène et fonde sous son propre nom l’agence de publicité Makhno Info Pro qui lui servira de structure éditoriale et de production pour ses derniers disques et livres.
En 2003, Sophie retraitée revient à la chanson et tente un retour remarqué dans la scène musical avec des concerts au Sentier des Halles, au Théâtre Essaïon. Avec sa propre maison d’édition, elle travaille à la confection d’une compilation en format CD remasterisé Je me fous d'avoir vieilli qui sera plébiscité par de nombreux articles de presse.
Sophie se consacre en parallèle à l’écriture et la publication en 2005 du livre-objet "La Barbara que j'ai connue", regroupant des photos inédites de Barbara. Elle reprend aussi le chemin de la scène pour quelques concerts au Théâtre Essaïon.
Et en 2006, elle publie un second CD Evidente complicité où elle réenregistre 13 titres anciens dans de nouvelles versions. L’album est suivi de nouveaux concerts toujours au Théâtre Essaïon et au Connétable.
Hélas, la vie ne lui permettra pas de continuer sa fin de carrière en chanson.
Son dernier écrit éditorial daté de 2007 s’intitule La Vie, l'Histoire et la Légende. Il sonne comme un clap de fin et elle y révèle les origines de son pseudonyme :
« Selon la conjoncture, les besoins des causes qui se succèdent, ils sont bien bousculés, les personnages historiques. Et ne parlons pas des cas extrêmes, tel celui de Nestor Makhno, à qui j'ai emprunté mon pseudonyme. Le pauvre révolutionnaire ukrainien, traîné dans la boue depuis 1920, commence à peine à être réhabilité du bout des lèvres. Il y a (peut-être) pire, le cas de ceux à qui la réhabilitation n'arrive jamais, ou, tout simplement, les oubliés de l'histoire (y compris, cela va sans dire, histoire des arts et des artistes).
 Mensonges pour mensonges, autant entrer directement dans la légende, c'est plus sûr. Et légende pour légende, autant que celle-ci soit une pure création de l'esprit, une Iliade, une Odyssée, un Tristan et Yseult. Au moins, l'imagination y trouve-telle son compte et l'hommage qu'on peut lui rendre est-il satisfaisant. Mais la vie, dans tout cela ?
 Notre vie ? Tout le monde s'en fout, à commencer par les premiers intéressés.
 Nous avons l'art de nous mentir et d'écrire, en toute bonne foi, notre histoire comme il nous plaît de nous en souvenir. Autour d'une table, familiale, par exemple, acteurs et témoins d'une même réunion conviviale, aucun d'entre nous ne la vit ni ne s'en souvient comme son voisin ».
Sophie Makhno meurt subitement le 7 mars 2007 alors elle travaillait à la rédaction d’un livre autobiographique dont le titre provisoire est Si je chante aujourd'hui… Grand-mère. Ces écrits de mémoires restent à paraître, sans précision de date. Sophie Makhno a eu une fille, Sophie Lo (1965-2018), qui était graphiste.
C’est elle qui a mis en oeuvre le site internet officiel www.sophiemakhno.com.

## Discographie
Elle est l'auteur de plus de 300 chansons enregistrées.

### Enregistrements au format EP 45 2 ou 4 titres
Sous le pseudonyme de Françoise Marin
- 1957 : Quand La Java Tourne ∫  EP 45 Disque Barclay - Barclay Medium - 70120

Les 4 chansons sont signées de Pierre Perret et Rémy Corazza et elle est accompagnée par Pierre Cavalli et son Trio.

### Enregistrements au format LP 33 et réédition CD
Pour tout public
- 1967 : Pour Lui ∫ Disque CBS France - CBS - 63 084
- 1969 : Teuf Teuf ∫ Disque CBS France - CBS - 63 581
- 1972 : Les Hommes, les hommes, les hommes ∫ Disque Spinaker / Sonopresse - Sonopresse - SP 39 510
- 1973 : La Maison de nos rêves ∫ Disque L.M.C.E. / Disicodis - LMLPS 79 001
- 1974 : Je chante pour… Grand-mère ∫ Disque PES - Barclay / Galloway - PES 558 005/600 509
- 1975 : Ma Petite musique de nuit ∫ Disque Sunbar/RCA - SUN 5001
- 1976 : Photo de Famille ∫ Disque Sunbar/RCA - SUN 5003
- 1980 : Quel Joli Temps ∫ Disque Ibach / Discodis - IBACH 60552
- 2006 : Evidente complicité (13 titres dans une nouvelle version) ∫ Cd Markho InfoPro - MAK 63 084

Pour enfants
- 1976 : Des vacances toute l'année ∫ Disque Sunbar/RCA - ZL 37105
- 1977 : Le mini zoo ∫ Disque Sunbar/RCA - ZL 37110
- 1978 : Sophie Makhno Chante - Au Pays Des Animaux ∫ Disque Ibach / Discodis - IBACH 95501
- 198? : Sophie Makhno Chante - Au Pays De Chantecouleurs ∫ Disque Ibach / Discodis - IBACH 95502
- 198? : Chansons de notre enfance (11 chants traditionnels + 1 composition originale) ∫ Disque Ibach / Discodis - ML 4108 0

Compilation
- 2003 : Je me fous d'avoir vieilli ∫ Cd Markho InfoPro - MAK2003001
- 2009 : Au Pays des Animaux (Chansons pour enfants)∫ Cd Markho InfoPro (Compilation de titres EP 45) / EMI 72435368182

Compilation d'artistes variée
- 2005 : Dou Da Dou : The Unlimited French Lost Catalogue - Phase One (contient 1 titre inédit "Obsessions 68" de Sophie Makhno)  ∫ Cd VADIM MUSIC - VAD005

## Écrits publiés
- 1985 : Sophie Makhno, Charles Dumont, Paris, Seghers, coll. « Poésie et Chansons, n°52 », 1985, 193 p. (ISBN 2221047141)
- 2005 : La Barbara que j'ai connue (avec de nombreuses photos inédites) - Éditions: Makhno Infopro/Tribehou (ISBN 2-9521003-0-5) édité erroné (BNF 42130680)